# فورت سنت پیر
فورت سنت پیر (انگلیسی: Fort Saint Pierre) در دریاچه رینی اولین قلعه فرانسوی بود که در غرب دریاچه برتر ساخته شده بود.